# Institut Asie centrale-Caucase
L'Institut Asie centrale-Caucase (Central Asia-Caucasus Institute ou CACI en anglais) a été fondé en 1996 à Washington par le Dr. Stephen Frederick Starr, professeur-chercheur à la Paul H. Nitze School of Advanced International Studies de l'Université Johns-Hopkins. Le CACI se donne pour mission l'étude approfondie et impartiale des régions du Caucase, de l'Asie centrale et de la mer caspienne, et aspire à devenir une référence et à agir comme un forum pour les décideurs politiques à Washington et à l'étranger. L'Institut Asie centrale-Caucase et le Silk Road Studies Program (l'une des deux branches de l'Institute for Security and Development Policy (en)) fusionnèrent en 2005 pour donner naissance à un institut de recherche (ou think tank) lié à l'Université Johns-Hopkins avec des bureaux à Washington et à Stockholm. Les publications du groupe incluent les revues CACI Analyst, China and Eurasia Forum Quarterly et Silk Road Paper. Stephen Frederick Starr en assure la présidence.